# Llista de normes EMC
La llista següent descriu una sèrie d'estàndards de compatibilitat electromagnètica (EMC) que se sap que en el moment d'escriure aquest escrit estan disponibles o s'han posat a disposició del públic per a comentaris. Aquests estàndards intenten estandarditzar el rendiment de compatibilitat electromagnètica del producte, pel que fa a la interferència de ràdio conduïda o irradiada d'equips elèctrics o electrònics, la imposició d'altres tipus de pertorbacions a la xarxa elèctrica per part d'aquests equips i la sensibilitat d'aquests equips a les interferències rebudes.
L'estatus legal d'aquestes normes varia segons la jurisdicció. Els estàndards exigits per la Directiva EMC de la Unió Europea tenen efectivament força de llei a la UE.

## Normes europees sobre emissions elèctriques no desitjades
- EN 50 081 part 1 Norma europea d'emissions genèrica, part 1: Entorn domèstic, comercial i de la indústria lleugera, substituïda per EN61000-6-3
- EN 50 081 part 2 Norma europea d'emissions genèrica, part 2: entorn industrial, substituïda per EN61000-6-4
- EN 55 011 Límits europeus i mètodes de mesura de les característiques de les pertorbacions de ràdio per a equips científics i mèdics
- EN 55 013 Límits europeus i mètodes de mesura de les característiques de pertorbació de ràdio dels receptors de radiodifusió
- EN 55 014 Límits europeus i mètodes de mesura de les característiques de pertorbació de ràdio d'electrodomèstics i eines elèctriques, substituït per EN55014-1, i la part d'immunitat està coberta per EN55014-2
- EN 55 015 Límits europeus i mètodes de mesura de les característiques de pertorbacions de ràdio de les làmpades fluorescents
- EN 55 022 Límits europeus i mètodes de mesura de les característiques de pertorbació de ràdio dels equips de tecnologia de la informació
- EN 55 032 Compatibilitat electromagnètica d'equips multimèdia - Requisits d'emissió
- EN 60 555 part 2 i 3 Pertorbacions de la xarxa de subministrament elèctric (part 2) i fluctuacions de potència (part 3) causades per electrodomèstics i eines elèctriques, substituïdes per EN61000-3-2 i EN61000-3-3
- EN 13309 Maquinària de construcció - Compatibilitat electromagnètica de màquines amb fonts d'alimentació elèctrica interna
- VDE 0875 Directiva EMC alemanya per a les interferències de banda ampla generades pels electrodomèstics
- VDE 0871 Directiva EMC alemanya per a interferències de banda ampla i de banda estreta generades per equips de tecnologia de la informació

## Normes europees relatives a la immunitat a les emissions elèctriques
- EN 50 082 part 1 Estàndard europeu d'immunitat, part 1: Entorn domèstic, comercial i de la indústria lleugera, substituït per EN61000-6-1
- EN 50 082 part 2 Estàndard europeu d'immunitat, part 2: entorn industrial, substituït per EN61000-6-2
- EN 50 093 Europea, immunitat a curtes caigudes a la font d'alimentació (apagades)
- EN 55 020 Europea, immunitat davant les interferències de ràdio dels receptors de radiodifusió
- EN 55 024 Requisits europeus d'immunitat per a equips de tecnologia de la informació
- EN 55 101 esborrany anterior de requisits d'immunitat per a equips de tecnologia de la informació, substituït per EN 55 024
- EN 50 081 part 1 Norma europea d'emissions genèrica, part 1: Entorn domèstic, comercial i de la indústria lleugera, substituïda per EN61000-6-3
- EN 50 081 part 2 Requisits europeus d'immunitat per a equips de tecnologia de la informació, substituït per EN61000-6-4

## NormesIEC
Els estàndards IEC sobre compatibilitat electromagnètica (EMC) formen part principalment de la família IEC 61000. A continuació es mostren alguns exemples.
- IEC/TR EN 61000-1-1, Compatibilitat electromagnètica (EMC) - Part 1: General - Secció 1: Aplicació i interpretació de definicions i termes fonamentals
- IEC/TR EN 61000-2-1, Compatibilitat electromagnètica (EMC) - Part 2: Medi ambient - Secció 1: Descripció de l'entorn - Entorn electromagnètic per a pertorbacions conduïdes de baixa freqüència i senyalització en sistemes públics de subministrament elèctric
- IEC/TR EN 61000-2-3, Compatibilitat electromagnètica (EMC) - Part 2: Medi ambient - Secció 3: Descripció de l'entorn - Fenòmens conduïts radiats i no relacionats amb la freqüència de xarxa
- IEC EN 61000-3-2, Compatibilitat electromagnètica (EMC) - Part 3-2 - Límits - Límits per a les emissions de corrent harmònic (corrent d'entrada de l'equip ≤ 16 A per fase)
- IEC EN 61000-3-3, Compatibilitat electromagnètica (EMC) - Part 3-3 - Límits - Limitació de canvis de tensió, fluctuacions de tensió i parpelleig en sistemes públics de subministrament de baixa tensió, per a equips amb corrent nominal ≤ 16 A per fase i no subjecte a connexió condicional
- IEC EN 61000-3-4, Compatibilitat electromagnètica (EMC) - Part 3-4: Límits - Limitació de l'emissió de corrents harmònics en sistemes d'alimentació de baixa tensió per a equips amb corrent nominal superior a 16 A (nota: per a corrents > 16 A i ≤ 75 A per fase, aquesta norma s'ha de substituir per IEC EN 61000-3-12)
- IEC/TS EN 61000-3-5, Compatibilitat electromagnètica (EMC) - Part 3-5: Límits - Limitació de les fluctuacions de tensió i parpelleig en sistemes d'alimentació de baixa tensió per a equips amb corrent nominal superior a 75 A
- IEC EN 61000-3-11, Compatibilitat electromagnètica (EMC) - Part 3-11: Límits - Limitació dels canvis de tensió, fluctuacions de tensió i parpelleig en sistemes públics de subministrament de baixa tensió - Equips amb corrent nominal ≤ 75 A i subjectes a connexió condicional
- IEC EN 61000-3-12, Compatibilitat electromagnètica (EMC) - Part 3-12: Límits - Límits per als corrents harmònics produïts per equips connectats a sistemes públics de baixa tensió amb corrent d'entrada > 16 A i ≤ 75 A per fase
- IEC EN 61000-4-2, Compatibilitat electromagnètica (EMC) - Part 4-2: Tècniques d'assaig i mesura - Prova d'immunitat a descàrregues electroestàtiques
- IEC EN 61000-4-3, Compatibilitat electromagnètica (EMC) - Part 4-3: Tècniques d'assaig i mesura - Prova d'immunitat de camp electromagnètic radiada, de radiofreqüència
- IEC EN 61000-4-4, Compatibilitat electromagnètica (EMC) - Part 4-4: Tècniques d'assaig i mesura - Prova d'immunitat elèctrica ràpida transitòria/esclat
- IEC EN 61000-4-5, Compatibilitat electromagnètica (EMC) - Part 4-5: Tècniques d'assaig i mesurament - Prova d'immunitat contra sobretensions
- IEC EN 61000-4-6, Compatibilitat electromagnètica (EMC) - Part 4-6: Tècniques d'assaig i mesura - Immunitat a les pertorbacions conduïdes, induïdes per camps de radiofreqüència
- IEC EN 61000-4-7, Compatibilitat electromagnètica (EMC) - Part 4-7: Tècniques d'assaig i mesura - Guia general sobre mesures i instrumentació d'harmònics i interharmònics, per a sistemes d'alimentació i equips connectats a aquests.
- IEC EN 61000-4-8, Compatibilitat electromagnètica (EMC) - Part 4-8: Tècniques d'assaig i mesura - Prova d'immunitat de camp magnètic de freqüència elèctrica
- IEC EN 61000-4-9, Compatibilitat electromagnètica (EMC) - Part 4-9: Tècniques d'assaig i mesura - Prova d'immunitat de camp magnètic d'impulsos
- IEC EN 61000-4-11, Compatibilitat electromagnètica (EMC) - Part 4-11: Tècniques d'assaig i mesura - Proves d'immunitat de caigudes de tensió, breus interrupcions i variacions de tensió
- IEC EN 61000-4-13, Compatibilitat electromagnètica (EMC) - Part 4-13: Tècniques d'assaig i mesura - Harmònics i interharmònics inclosa la senyalització de la xarxa al port d'alimentació de CA, proves d'immunitat de baixa freqüència
- IEC EN 61000-4-34, Compatibilitat electromagnètica (EMC) - Part 4-34: Tècniques d'assaig i mesura - Proves d'immunitat de caigudes de tensió, interrupcions curtes i variacions de tensió per a equips amb corrent de xarxa superior a 16 A per fase
- IEC EN 61000-6-1, Compatibilitat electromagnètica (EMC) - Part 6-1: Normes genèriques - Immunitat per a entorns residencials, comercials i d'industria lleugera
- IEC EN 61000-6-2, Compatibilitat electromagnètica (EMC) - Part 6-2: Normes genèriques - Immunitat per a entorns industrials
- IEC EN 61000-6-3, Compatibilitat electromagnètica (EMC) - Part 6-3: Normes genèriques - Norma d'emissió per a entorns residencials, comercials i d'industrial lleugera
- IEC EN 61000-6-4, Compatibilitat electromagnètica (EMC) - Part 6-4: Normes genèriques - Norma d'emissió per a entorns industrials
- IEC EN 61000-6-5, Compatibilitat electromagnètica (EMC) - Part 6-5: Normes genèriques - Immunitat per a equips utilitzats en l'entorn de centrals i subestacions elèctriques
- IEC EN 61000-6-6, Compatibilitat electromagnètica (EMC) - Part 6-6: Estàndards genèrics - Immunitat de cànem per a equips d'interior
- IEC EN 61000-6-7, Compatibilitat electromagnètica (EMC) - Part 6-7: Normes genèriques - Requisits d'immunitat per a equips destinats a realitzar funcions en un sistema relacionat amb la seguretat (seguretat funcional) en ubicacions industrials
- IEC EN 61000-6-8, Compatibilitat electromagnètica (EMC) - Part 6-8: Normes genèriques - Norma d'emissió per a equips professionals en ubicacions comercials i d'industrial lleugera

## Normes CISPR
CISPR  és l'acrònim de C omité I nternational S pécial des P erturbations R adio, o el Comitè Especial Internacional per a la Protecció de Radio de l'IEC. Els estàndards CISPR tenen com a objectiu la protecció de la recepció de ràdio en el rang de 9 kHz a 400 GHz de les interferències causades pel funcionament d'aparells i sistemes elèctrics o electrònics en l'entorn electromagnètic. Els estàndards CISPR cobreixen els requisits d'emissió i immunitat dels productes, així com defineixen mètodes i equips de prova.
Els estàndards CISPR es divideixen en les categories següents: 
Normes bàsiques
Proporcionen les condicions o regles generals i fonamentals per a l'avaluació de l'EMC i el rendiment relacionat de tots els productes, sistemes o instal·lacions, i serveixen com a documents de referència per als estàndards genèrics i de producte (família) CISPR. Els estàndards bàsics són generals i, per tant, no estan dedicats a famílies o productes específics; es relacionen amb la informació general, amb els fenòmens pertorbadors i amb les tècniques de mesura o assaig. No contenen cap límit prescrit ni cap especificació de rendiment relacionada amb el producte/sistema. No obstant això, es donen mètodes i orientacions sobre com generar límits adequats per a la protecció de la recepció de ràdio.
Els següents són els estàndards bàsics d'EMC CISPR:
- CISPR 16-1-1, Especificació d'aparells i mètodes de mesura de pertorbacions radiofòniques i immunitat - Part 1-1: Aparells de mesura de pertorbacions radiofòniques i immunitat - Aparells de mesura.
- CISPR 16-1-2, Especificació per a aparells i mètodes de mesura de pertorbacions i immunitat de ràdio - Part 1-2: Aparells de mesura de pertorbacions i immunitat de ràdio - Dispositius d'acoblament per a mesures de pertorbacions conduïdes.
- CISPR 16-1-3, Especificació per a aparells i mètodes de mesura de pertorbacions radiofòniques i d'immunitat - Part 1-3: Equips auxiliars - Potència pertorbadora.
- CISPR 16-1-4, Especificació per a aparells i mètodes de mesura de pertorbacions radiofòniques i immunitat - Part 1-4: Antenes i llocs de prova per a mesures de pertorbacions radiades.
- CISPR 16-1-5, Especificació per a aparells i mètodes de mesura de pertorbacions radiofòniques i immunitat - Part 1-5: Llocs de calibratge d'antenes i llocs de prova de referència per a 5 MHz a 18 GHz.
- CISPR 16-1-6, Especificació per a aparells i mètodes de mesura de pertorbacions radiofòniques i immunitat - Part 1-6: Calibració d'antenes EMC.
- CISPR 16-2-1, Especificació per a aparells i mètodes de mesura de pertorbacions radiofòniques i immunitat - Part 2-1: Mesures de pertorbacions conduïdes.
- CISPR 16-2-2, Especificació per a aparells i mètodes de mesura de pertorbacions radiofòniques i immunitat - Part 2-2: Mesura de la potència de pertorbació.
- CISPR 16-2-3, Especificació per a aparells i mètodes de mesura de pertorbacions radiofòniques i immunitat - Part 2-3: Mesures de pertorbacions radiades.
- CISPR 16-2-4, Especificació per a aparells i mètodes de mesura de pertorbacions radiofòniques i d'immunitat - Part 2-4: Mesures d'immunitat.
- CISPR 16-4-2, Especificació per a aparells i mètodes de mesura de pertorbacions radiofòniques i d'immunitat - Part 4-2: Incertesa de la instrumentació de mesura.
- CISPR 17, Mètodes de mesura de les característiques de supressió dels dispositius de filtrat EMC passius.
- IEC 61000-4-20,Tècniques d'assaig i mesura - Assajos d'emissió i immunitat en guies d'ones electromagnètiques transversals (TEM).
- IEC 61000-4-21, Tècniques d'assaig i mesura - Mètodes d'assaig de cambra de reverberació.
- IEC 61000-4-22, Tècniques de prova i mesura - Emissions radiades i mesures d'immunitat en sales totalment anecoiques (FAR).

Normes genèriques
Els estàndards d'EMC genèrics són estàndards relacionats amb un entorn determinat, que especifiquen el conjunt de requisits essencials d'EMC i procediments de prova, aplicables a tots els productes o sistemes destinats a funcionar en aquest entorn, sempre que no hi hagi normes EMC específiques per a una família de productes, producte en particular., sistema o instal·lació existeix. S'inclouen límits i es fa referència als procediments d'assaig que es donen a les normes bàsiques pertinents.
Els següents són estàndards d'EMC genèrics CISPR:
- IEC 61000-6-1, Compatibilitat electromagnètica (EMC) - Part 6-1: Estàndards genèrics - Immunitat per a entorns residencials, comercials i industrials lleugers
- IEC 61000-6-2, Compatibilitat electromagnètica (EMC) - Part 6-2: Estàndards genèrics - Immunitat per a entorns industrials
- IEC 61000-6-3, Compatibilitat electromagnètica (EMC) - Part 6-3: Normes genèriques - Norma d'emissió per a equips en entorns residencials.
- IEC 61000-6-4, Compatibilitat electromagnètica (EMC) - Part 6-4: Normes genèriques - Norma d'emissió per a entorns industrials.
- IEC 61000-6-5, Compatibilitat electromagnètica (EMC) - Part 6-5: Estàndards genèrics - Immunitat per a equips utilitzats en l'entorn de centrals i subestacions elèctriques
- IEC 61000-6-6, Compatibilitat electromagnètica (EMC) - Part 6-6: Estàndards genèrics - immunitat de cànem per a equips d'interior.
- IEC 61000-6-7, Compatibilitat electromagnètica (EMC) - Part 6-7: Normes genèriques - Requisits d'immunitat per a equips destinats a realitzar funcions en un sistema relacionat amb la seguretat (seguretat funcional) en ubicacions industrials.
- IEC 61000-6-8, Compatibilitat electromagnètica (EMC) - Part 6-8: Normes genèriques - Norma d'emissió per a equips professionals en ubicacions comercials i industrials lleugeres.

Normes de producte
Els estàndards de producte (família) defineixen requisits específics d'EMC, procediments de prova i límits dedicats a productes, sistemes o instal·lacions concrets per als quals s'han de tenir en compte condicions específiques.
Els estàndards de producte (família) defineixen requisits específics d'EMC, procediments de prova i límits dedicats a productes, sistemes o instal·lacions concrets per als quals s'han de tenir en compte condicions específiques.
Els següents són els estàndards de producte (família) CISPR:
- CISPR 11, Equips de radiofreqüència industrials, científics i mèdics (ISM) - Característiques de les pertorbacions de radiofreqüència - Límits i mètodes de mesura.
- CISPR 12, Vehicles, vaixells i dispositius accionats per motors de combustió interna - Característiques de les pertorbacions radiofòniques - Límits i mètodes de mesura per a la protecció dels receptors fora de bord.
- CISPR 13, Receptors d'emissió de so i televisió i equips associats - Característiques de les pertorbacions radiofòniques - Límits i mètodes de mesura

(Nota: CISPR 13 s'ha substituït per CISPR 32)
- CISPR 14-1, Compatibilitat electromagnètica - Requisits per a electrodomèstics, eines elèctriques i aparells similars - Part 1: Emissió.
- CISPR 14-2, Compatibilitat electromagnètica - Requisits per a electrodomèstics, eines elèctriques i aparells similars - Part 2: Immunitat - Estàndard de la família de productes.
- CISPR 15, Límits i mètodes de mesura de les característiques de pertorbacions radiofòniques de l'enllumenat elèctric i equips similars.
- CISPR 20, Receptors d'emissió de so i televisió i equips associats - Característiques d'immunitat - Límits i mètodes de mesura

(Nota: CISPR 20 s'ha substituït per CISPR 35)
- CISPR 24, Equips de tecnologia de la informació - Característiques d'immunitat - Límits i mètodes de mesura

(Nota: CISPR 22 s'ha substituït per CISPR 32)
- CISPR 24, Equips de tecnologia de la informació - Característiques d'immunitat - Límits i mètodes de mesura

(Nota: CISPR 24 s'ha substituït per CISPR 35)
- CISPR 25, Vehicles, vaixells i dispositius accionats per motors de combustió interna - Característiques de les pertorbacions radiofòniques - Límits i mètodes de mesura per a la protecció dels receptors de bord.
- CISPR 32, Compatibilitat electromagnètica d'equips multimèdia – Requisits d'emissió.
- CISPR 35, Compatibilitat electromagnètica d'equips multimèdia – Requisits d'immunitat.
- CISPR 36, Vehicles de carretera elèctrics i híbrids elèctrics - Característiques de les pertorbacions radiofòniques - Límits i mètodes de mesura per a la protecció de receptors fora de bord per sota de 30 MHz.

A la Guia CISPR, març de 2021, hi ha una llista de selecció no exhaustiva de productes i els estàndards CISPR adequats a aplicar.

## NormesISO
Els següents són els estàndards ISO sobre qüestions de compatibilitat electromagnètica d'automòbils.
- ISO 7637, Vehicles de carretera - Pertorbacions elèctriques per conducció i acoblament
- ISO 11452-1, Vehicles de carretera - Mètodes d'assaig de vehicles per a pertorbacions elèctriques d'energia electromagnètica radiada de banda estreta - Part 1: general i definicions
- ISO 11452-2, Vehicles de carretera - Mètodes d'assaig de vehicles per a pertorbacions elèctriques d'energia electromagnètica radiada de banda estreta - Part 2: Font de radiació fora del vehicle
- ISO 11452-3, Vehicles de carretera - Mètodes d'assaig de vehicles per a pertorbacions elèctriques d'energia electromagnètica radiada de banda estreta - Part 3: Simulació del transmissor a bord
- ISO 11452-4, Vehicles de carretera - Mètodes d'assaig de vehicles per a pertorbacions elèctriques d'energia electromagnètica radiada de banda estreta - Part 4: injecció de corrent a granel (BCI)
- ISO 11452-5, Vehicles de carretera - Mètodes d'assaig de components per a pertorbacions elèctriques d'energia electromagnètica radiada de banda estreta - Part 5: Stripline
- ISO 11452-6, Vehicles de carretera - Mètodes d'assaig de components per a pertorbacions elèctriques d'energia electromagnètica radiada de banda estreta - Part 6: Antena de placa paral·lela
- ISO 11452-7, Vehicles de carretera - Mètodes d'assaig de components per a pertorbacions elèctriques d'energia electromagnètica radiada de banda estreta - Part 7: Injecció directa de potència de radiofreqüència (RF)
- ISO 11452-8, Vehicles de carretera - Mètodes d'assaig de components per a pertorbacions elèctriques d'energia electromagnètica radiada de banda estreta - Part 8: Immunitat als camps magnètics
- ISO 11452-9, Vehicles de carretera - Mètodes d'assaig de components per a pertorbacions elèctriques d'energia electromagnètica radiada de banda estreta - Part 9: Transmissors portàtils
- ISO 11452-10, Vehicles de carretera - Mètodes d'assaig de components per a pertorbacions elèctriques d'energia electromagnètica radiada de banda estreta - Part 10: Immunitat a les pertorbacions conduïdes en el rang de freqüències d'àudio estès

- ISO 11452 Vehicles de carretera - Pertorbacions elèctriques per energia electromagnètica radiada de banda estreta - Mètodes d'assaig de components
- ISO 13766, Màquines de moviment de terres - Compatibilitat electromagnètica
- ISO 14982, Maquinària agrícola i forestal - Compatibilitat electromagnètica - Mètodes d'assaig i criteris d'acceptació

## Comitè d'estàndards de compatibilitat electromagnètica (EMC) SAE
- J1113/1, Procediments i límits de mesura de la compatibilitat electromagnètica per a components de vehicles, vaixells (fins a 15 m) i màquines (excepte aeronaus) (16,6 Hz a 18 GHz)
- J1113/11, immunitat a transitoris conduïts en cables d'alimentació
- J1113/12, Interferència elèctrica per conducció i acoblament: acoblament capacitiu i inductiu mitjançant línies diferents de les línies de subministrament
- J1113/13, Procediment de mesura de la compatibilitat electromagnètica per a components del vehicle: part 13: immunitat a les descàrregues electroestàtiques
- J1113/21, Procediment de mesura de la compatibilitat electromagnètica per als components del vehicle: part 21: immunitat als camps electromagnètics, de 30 MHz a 18 GHz, cambra amb revestiment d'absorbidor
- J1113/26, Procediment de mesura de la compatibilitat electromagnètica per als components del vehicle: immunitat als camps elèctrics de la línia elèctrica de CA
- J1113/27, Procediment de mesurament de compatibilitat electromagnètica per a components del vehicle - Part 27: Immunitat als camps electromagnètics radiats - Mètode de reverberació en mode agitació
- J1113/4, immunitat als camps electromagnètics radiats: mètode d'injecció de corrent a granel (BCI)
- J1752/1, Procediments de mesura de la compatibilitat electromagnètica per a circuits integrats - Procediments de mesura de la compatibilitat electromagnètica de circuits integrats: general i definicions
- J1752/2, Mesura de les emissions radiades de circuits integrats: mètode d'exploració de superfície (mètode de sonda de bucle) 10 MHz a 3 GHz
- J1752/3, Mesura de les emissions radiades dels circuits integrats—Mètode de cèl·lules TEM/TEM de banda ampla (GTEM); Cèl·lula TEM (150 kHz a 1 GHz), Cèl·lula TEM de banda ampla (150 kHz a 8 GHz)
- J1812, Classificació de l'estat de rendiment de la funció per a les proves d'immunitat EMC
- J2556, Anàlisi de dades de banda estreta d'emissions radiades (RE) - Densitat espectral de potència (PSD)
- J2628, Caracterització: immunitat conduïda
- J551/1, nivells de rendiment i mètodes de mesura de la compatibilitat electromagnètica de vehicles, vaixells (fins a 15 m) i màquines (16,6 Hz a 18 GHz)
- J551/15, immunitat electromagnètica del vehicle: descàrrega electroestàtica (ESD)
- J551/16, Immunitat electromagnètica: font fora del vehicle (mètode de la cambra de reverberació) - Part 16: immunitat als camps electromagnètics radiats
- J551/17, Immunitat electromagnètica del vehicle: camps magnètics de la línia elèctrica
- J551/5, Nivells de rendiment i mètodes de mesura de la intensitat del camp magnètic i elèctric de vehicles elèctrics, banda ampla, de 9 kHz a 30 MHz

## Estàndards americans
- La part 15 de la FCC regula les transmissions de radiofreqüència sense llicència, tant intencionades com no intencionades.
  - La subpart A de la part 15 de la FCC conté una disposició general que "els dispositius no poden causar interferències i han d'acceptar interferències d'altres fonts".
  - FCC Part 15 Subpart B Límits i mètodes dels EUA de mesura de pertorbacions de ràdio, mesurant ones de ràdio emeses accidentalment des de dispositius no dissenyats específicament per emetre ones de ràdio ("no intencionades"), tant directament ("radiades") com indirectament ("conduïdes")
  - La resta de la part 15 de la FCC (subparts C a H) tracta de dispositius sense llicència dissenyats específicament per emetre ones de ràdio ("intencional"), com ara LAN sense fil, telèfons sense fil, emissions de baixa potència, walkie-talkies, etc.
  - Les emissions conduïdes estan regulades a partir de 150 kHz a 30 MHz, i les emissions radiades estan regulades a partir de 30 MHz i més.
- MIL-STD 461 és un EUA Militars EMC d'adreçament estàndard per al subsistema i components. Actualment a la revisió G, cobreix les emissions conduïdes i radiades i la susceptibilitat.
- MIL-STD 464 és un EUA Militars EMC d'adreçament estàndard per a sistemes. Actualment, a la revisió D, cobreix els requisits d'interfície E3 i els criteris de verificació de les plataformes militars.
- MIL-STD-469, ESTÀNDARD MILITAR: aquesta norma estableix els requisits de la interfície d'enginyeria per controlar les emissions electromagnètiques i les característiques de susceptibilitat de tots els nous equips i sistemes de radar militars que operen entre 100 megahertz (MHz) i 100 gigahertz (GHz).